# Clarice Loguercio Leite
Clarice Loguercio Leite (1955) es una micóloga, botánica, curadora y profesora brasileña.
En 1977, obtuvo una licenciatura en Historia natural, por "Faculdades Unidas de Bagé"; para obtener la maestría en Biología Vegetal, defendió la tesis Estudios biológicos en cultivos de Panu Fr. (Basidiomycetes) en Rio Grande do Sul, Brasil, en 1984; y, el doctorado por la Universidad de Buenos Aires, con la defensa de la tesis: Poliporos (Basidiomycotina) xilófilos de la isla de Santa Catarina, Santa Catarina, Brasil, en 1990.
En la actualidad es profesora asociada de la Universidad Federal de Santa Catarina, en el Centro de Ciencias Biológicas, Departamento de Botánica, Laboratorio de Micología. Tiene experiencia en taxonomía en micología (sistemática de hongos y morfofisiología) que actúa sobre los siguientes temas: taxonomía, Basidiomycetes, lignocelulolíticos y biodiversidad. Y en la actualidad desarrolla actividades en la enseñanza de la micología.
Ha obtenido una patente sobre un nuevo procedimiento para la vigilancia ambiental de los herbicidas por Fusarium oxysporum.

## Algunas publicaciones
- CAMPOS-SANTANA, M. ; LOGUERCIO-LEITE, C. 2013. Species of Amauroderma (Ganodermataceae) in Santa Catarina State, Southern Brazil. Biotemas (UFSC) 26: 1-5
- GERLACH, A. ; CAMPOS-SANTANA, M. ; GUTJAHR, M. ; LOGUERCIO-LEITE, C. 2013. Wood-decaying Agaricomycetes (Basidiomycota, Fungi): new records for the state of Santa Catarina, Brazil. Acta Botanica Brasílica 27: 452-456 (en línea)
- DRECHSLERSANTOS, E. R. ; CAVALCANTI, M. A. Q. ; Robledo, G. ; LOGUERCIO-LEITE, C. 2012. On Neotropical Daedalea species: Daedalea ryvardenica sp. nov. Kurtziana 37: 57-61
- GERLACH, Alice da Cruz Lima ; LOGUERCIO-LEITE, Clarice. 2011. Hydnoid basidiomycetes new to Brazil. Mycotaxon 116: 183-189
- CAMPOS-SANTANA, M. ; LOGUERCIO-LEITE, C. 2010. Mycodiversity of xylophilous basidiomycetes (Basidiomycota, Fungi) in Mondaí, Santa Catarina, Brazil II: A new addition. Biotemas (UFSC) 23: 13-18
- BALTAZAR, Juliano Marcon ; TRIERVEILER-PEREIRA, L. ; RYVARDEN, L. ; LOGUERCIO-LEITE, C. 2010. Inonotus s.l. (Hymenochaetales) in the Brazilian herbaria FLOR and SP. Sydowia 62: 1-9
- CAMPOS-SANTANA, M. ; LOGUERCIO-LEITE, C. 2010. Austro-American lignocellulolytic basidiomycetes (Agaricomycotina): new records. Mycotaxon 114: 377-393

### Capítulos de libros
- AZEVEDO, J. L. ; ESPOSITO, Elisa ; LOGUERCIO-LEITE, C. 2012. Bactérias e fungos na Serra do Itapeti. En: Morini, M.S. da Costa; Miranda, V.F.O. (orgs.) Serra do Itapeti aspectos históricos, sociais e naturalísticos. Bauru, SP: Canal6 Editora, pp. 143-154
- CAPELARI, Marina ; CORTEZ, W. G. ; SULBACHER, M A ; SILVEIRA, Rosa Mara Borges da ; LOGUERCIO-LEITE, C. ; CAMPOS-SANTANA, M. 2010. Agaricales. En: Forzza, R.C. et al. (orgs.) Catálogo de Plantas e Fungos do Brasil. Río de Janeiro: Jardim Botãnico do Rio de Janeiro, pp. 168-180
- LOGUERCIO-LEITE, C. ; CAMPOS-SANTANA, M. 2010. Auriculariales. En: Forzza, R.C. et al. (orgs.) Catálogo de Plantas e Fungos do Brasil. Río de Janeiro: Jardim Botânico do Rio de Janeiro, pp. 181-182
- NEVES, M. A. ; LOGUERCIO-LEITE, C. ; CAMPOS-SANTANA, M. 2010. Boletales. En: Forzza, R.C. et al. (orgs.) Catálogo de Plantas e Fungos do Brasil. Río de Janeiro: Museu do Jardim Botânico do Rio de Janeiro, pp. 182-185

### Coeditoría
- 2006 - Periódico: BIOTEMAS
- 2006 - Periódico: Ínsula (Florianópolis)

### Revisora de periódicos
- 2002 - Periódico: Mycotaxon
- 2003 - Periódico: Iheringia. Série Botânica
- 2003 - Periódico: Revista Brasileira de Botânica
- 2004 - Periódico: Biociências (Porto Alegre)
- 2006 - Periódico: Boletín de la Sociedad Argentina de Botánica
- 2006 - Periódico: Hoehnea (São Paulo)
- 2006 - Periódico: Acta Botanica Brasilica

## Membresías
- de la Sociedad Botánica del Brasil[8]
- Plantas do Nordeste[9]